# Mr Midshipman Easy

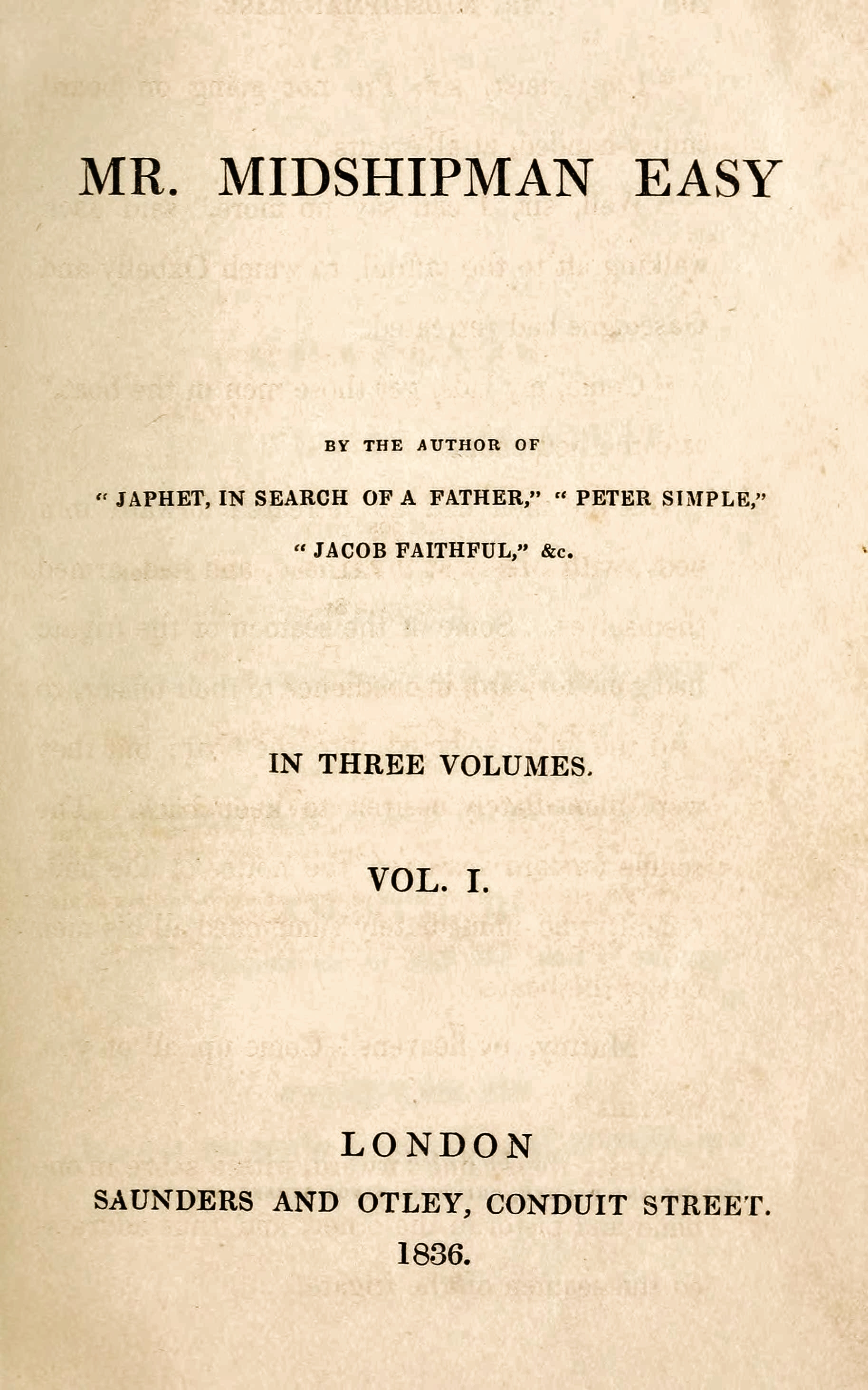
Titelpagina van de eerste druk van Mr Midshipman Easy (1836)

Mr Midshipman Easy is een roman uit 1836 geschreven door Frederick Marryat, een officier van de Royal Navy. Het verhaal speelt zich af ten tijde van de napoleontische oorlogen, waarin Marryat ook had gediend.

## Inhoud
John Easy is een zoon van welgestelde maar dwaze ouders, die hem verwennen. Zijn vader ziet zichzelf als een filosoof met een sterk geloof in de rechten van de mens. Aangezien hij rijk is, wordt dit geloof, hoewel het door de schrijver bespot wordt, door anderen niet sterk tegengesproken.
Wanneer Easy een tiener wordt, neemt hij de kijk op het leven van zijn vader over, tot het punt waarop hij niet langer meer gelooft in privébezit, zoals beschreven in twee korte satirische hoofdstukken.
Easy neemt dienst bij de Britse marine en raakt bevriend met een benedendeks zeeman, genaamd Mesty, een gevluchte slaaf die vroeger een prins was in het Afrikaanse continent. Mesty heeft begrip voor Easy's filosofische kijk op het leven. Marryat probeert Mesty's dialogen weer te geven als dialect en zet hem verder neer als een zeer sympathiek en waardig mens.
Easy werkt zich op tot een gerespecteerde officier, ondanks zijn ideeën. Aan het einde van het boek hebben Easy en Mesty zich ontwikkeld tot mannen met conventionelere kijk op zaken als mensenrechten en privébezit.